# NGC 4989
NGC 4989 (другие обозначения — MCG -1-34-5, PGC 45606) — линзообразная галактика (S0) в созвездии Дева.
Этот объект входит в число перечисленных в оригинальной редакции «Нового общего каталога».